# Zélia Magalhães
Zélia Pedreira Abreu Magalhães  ou Maria do Santíssimo Sacramento (Niterói, 5 de abril de 1857 – Rio de Janeiro 8 de setembro de 1919) é uma serva de Deus brasileira em processo de beatificação junto de seu marido, Jerônimo de Castro Abreu Magalhães.

## Biografia
Zélia, a primogênita do casal João Pedreira do Couto Ferraz e Elisa Amália de Bulhões Pedreira, a 5 de abril de 1857, no bairro do Ingá em Niterói, Capital  da Província do Rio de Janeiro. Batizou-se com nome de Elisa, pouco depois mudado, devido a um anagrama composto pelo genitor, para aquele nome que prevaleceria definitivamente, Zélia.
Foram seus avós paternos o Desembargador Luis Pedreira do Couto Ferraz e Guilhermina Amália Correia Pedreira, e maternos o comendador José Manuel de Carvalho Bulhões e Justina Justa de Oliveira Bulhões. Dentre seus parentes próximos, conta-se o tio paterno, Visconde do Bom Retiro, a tia materna Baronesa de Anadia e o Visconde de Duprat, seu cunhado.
Zélia recebeu primorosa educação literária, artística e científica, revelando especial pendor para o estudo dos idiomas, dos quais falava e escrevia corretamente francês, inglês, espanhol e italiano, conhecia ainda alemão, latim e grego. Aos 14 anos traduziu do italiano para o português, a obra de Cesare Cantu “Il Giovinetto”, que publicou sob o título de “O Adolescente”, em livro de 250 páginas, que o ofereceu ao Imperador D. Pedro II, e este, a gratificou com uma carta.

## Casamento
Com pouco mais de 19 anos, casou-se, em 27 de julho de 1876, na Chácara da Cachoeira, Tijuca, com o Dr. Jerônimo de Castro Abreu Magalhães, engenheiro civil. Após uma temporada em Petrópolis, o casal fixou sua residência na Fazenda Santa Fé, na cidade de Carmo, perto de Cantagalo, Província do Rio de Janeiro, e há muito pertencente à família Abreu Magalhães.
Lá se constituía em autêntico lar cristão, onde a dignidade dos outros era respeitada, por isso, o outro era sempre visto como outro e não um objeto de exploração. Por se tratar de uma condição cultural do século XIX, e principalmente no Brasil Império, onde a religião oficial era o cristianismo de  matriz Católica, os Servos de Deus entenderam que o primeiro passo para  a tão esperada libertação, viria da liberdade interior, através do acesso aos sacramentos da Igreja.  A vida espiritual da Serva de Deus tinha como lema  a famosa frase de São Paulo "foi para liberdade que Cristo vos libertou".
A vida de oração em Santa Fé se iniciava  na Capela da Fazenda, a qual inúmeras vezes ao dia Zélia lá se encontrava rezando, como também os "escravos" que iniciavam o trabalho do dia sempre com oração guiada por ela e seu esposo no pátio da Fazenda onde tinha um Coreto. Zélia muito se preocupava com a vida espiritual deles, por isso, eles sempre participavam de Missa, confissões, sempre promovidos por Zélia e seu esposo, ela mesma os catequizava, adultos e crianças. Ela e seu esposo nunca tratavam os escravos da Fazenda como sendo propriedade sua, lá eles viviam em liberdade e recebiam inclusive salário.
Quando foi assinada a Lei Áurea em 13 de maio de 1888, na Fazenda Santa Fé eles permaneceram, pois sempre viveram e foram tratados como pessoas livres, pois há muito tempo Zélia e seu esposo, Dr. Jerônimo, haviam libertado os escravos da sua Fazenda. Lá ela construiu uma enfermaria para tratar dos escravos doentes e periodicamente vinha um médico, e ela mesma com seus filhos iam visitá-los e inclusive tratar deles.
Desse feliz casamento nasceram-lhes 13 filhos, 4 falecidos em tenra idade, tendo todos os demais (3 homens e 6 mulheres) abraçado diferentes Ordens religiosas (Lazarista, Jesuíta e Franciscano; 4 (Doroteias e 2 do Bom Pastor).[carece de fontes?]

## Vida Religiosa
Depois da morte de Seu esposo em 12 de agosto de 1909, ela foi cuidar de seu pai, Conselheiro Pedreira, cuja esposa falecera em 18 de outubro de 1901, ela ficou residindo com ele até a sua morte. Finalmente, após a morte de seu pai, em 1 de novembro de 1913, Zélia concretizaria o seu antigo desejo de se tornar religiosa,ingressando então no convento das Servas do Santíssimo Sacramento, o “Venite Adoremus”, estabelecido em 1912, no Largo do Machado, Rio de Janeiro, realizando a profecia da Beata Francisca Paula de Jesus, profetizada em 1872. Mas com uma de suas filhas gravemente doente e o seu filho mais novo, Fernando S.J., ainda não tendo os votos perpétuos, ela teria que esperar mais um pouco para concretizar o chamado de Cristo.
Após vender todos os seus bens e doá-los aos mais necessitados e também a Igreja, depois de ter cumprido a passagem do Evangelho de vender tudo e dar aos pobres para depois disso seguir a Jesus mais de perto, Zélia a partir de concretizar esse ato de total desprendimento dos bens materiais, passaria então a ser chamada por outro nome, o de Irmã Maria do Santíssimo Sacramento, tomando o habito para a vida religiosa em 22 de janeiro 1918.

## Morte e Fama de Santidade
Ela terminou sua edificante e modelar existência, a 8 de setembro de 1919, em justa fama de santidade. Foi sepultada em um simples jazigo no Cemitério São João Batista, no bairro de Botafogo. Em 1937 por causa do grande número de fiéis que frequentemente iam ao seu túmulo rezar, um grande número de famílias resolveram transladar os seus restos mortais para a  Paróquia  Nossa Senhora de Copacabana. A transladação seria muito discreta e somente na Paróquia teria uma Missa para os féis celebrada pelos seus três filhos, mas quando a multidão soube da transladação acorreram ao Cemitério e o número de fieis era tão grande que parecia uma procissão, o transito parou e no dia seguinte todos os jornais noticiaram o que havia ocorrido. A igreja não cabia todo o povo e por isso uma grande multidão se acomodou nas ruas laterais da Paróquia, a Missa teve a transmissão da Rádio Nacional.
Sua fama se espalhou por todo o país, sua biografia chegou a 7.ª edição já em 1960, sendo traduzido para alemão, inglês, francês, espanhol, italiano, línguas eslavas e uma edição escrita em português europeu. Inúmeras são as graças e milagres alcançados pela intercessão desta grande mãe de família, viúva, filha fiel e toda de Deus. Que não achando que fosse o suficiente ter renovado nove vezes o sacrifício de entregar seus filhos a Deus, entregou a si mesma, como maior prova de amor.

## Beatificação
O processo de beatificação do casal foi iniciado em 20 de janeiro de 2014 pelo arcebispo do Rio Dom Orani Tempesta. Com a abertura do processo, Jerônimo e Zélia será o primeiro casal brasileiro a, possivelmente, receber o título de beatos da Igreja. As relíquias de ambos foram transladadas para a Igreja Nossa Senhora da Conceição, na Gávea, onde estarão expostas para veneração pública até ao desenvolvimento do processo

## Ligações Externas
- Site biográfico sobre o casal Jerônimo e Zélia Magalhães